# 杜保乾
杜保乾（1957年—），一名杜保钱，男，汉族，河南鄢陵人，中华人民共和国政治人物。1988年任鄢陵县副县长，1996年起任河南省三门峡市卢氏县县委书记，2001年因卷入卢氏县卖官案下台，2002年被河南省渑池县人民法院以贪污受贿罪判处14年有期徒刑，2016年出狱。

## 生平

### 早年经历
3岁丧父后，随母改嫁。20岁时，参加工作，为煤矿工人、招待所服务员等基层职业。杜保乾因受某位领导赏识，步入仕途。1980年10月，任许昌市七里店乡团委书记。次年，加入中国共产党。后任七里店乡副乡长、乡长、乡党委书记:26。
1988年7月至1993年5月:26，杜保钱任鄢陵县副县长。期间，因为与张暑浚的婚外情与妻子离婚。后与张暑浚成婚。其前妻控告杜保钱贪污以及生活作风不正。许昌市相关党政机构经过调查，给予杜保钱党内警告处分，被调离鄢陵，改任陕县副县长。后任三门峡市湖滨区区委副书记，主管政法工作。

### 担任卢氏县县委书记期间
1996年2月，杜保乾任卢氏县县委书记，同月4日陪同前三门峡市委副书记兼人大主任许兰印和人大副主任雷克义到文峪乡视察乡人大换届选举工作，查看群众生活并慰问困难群众。根据中华全国总工会机关报《工人日报》报道，杜保乾在担任卢氏县县委书记期间，大肆兴建“面子工程”，借此向卢氏县民众征收高额税费，严重破坏了卢氏县的经济与生态环境。但是同时杜保乾兴建学校与整修道路，促进了卢氏县公共事业的发展。在杜保干的努力下，山区的贫困村接入电网和道路，卢氏县群众的生活得到改善。杜保乾推行过一些很奇怪的举措，例如：所有人在城市内都不准吸烟，农村人进到城市烟瘾犯了抽根烟会被罚款50元；城市商铺门前的树由商家负责保证存活，如果树因为种种原因死了，商家会被罚款200元等。杜保乾下台后，这些措施都被废除。
根据官方说法，杜保乾在担任卢氏县县委书记期间，大量受贿索贿，频繁调动官员，一手造成了卢氏县卖官案。同时，杜保钱行事专断，滥用公权，引发群众及干部的不满。2001年4月，文峪乡香子坪村原村支部书记张文秀向杜保乾行贿买官不成，恼羞成怒举报其受贿，随后张文秀多次赴北京上访，向中共中央越级举报杜保乾。（民间也有轶闻称张文秀想利用其亲属在中共中央某部门任重职的影响力搞下杜保乾，自己当县委书记）。杜保乾指控张文秀为“法轮功分子”，指示卢氏县公安机关刑事拘留张文秀。2001年5月20日，张文秀被捕关押，直至2001年11月28日无罪释放。
时任中国国家副主席胡锦涛亲自批准对杜保乾展开调查，杜保乾受审期间保持“零口供”，没有留下任何证词，检方关于杜保乾贪污腐败的证据疑点重重。在凯迪社区等平台上出现了一篇题为《一位县委书记的蒙冤泣泪状》的匿名文章。该文章认为杜保乾并未受贿，杜保乾与时任三门峡市市委书记申振君不和，遭受对方栽赃陷害而下台。这篇文章还指出，在三门峡官场，申振君通过陷害杜保乾来排除异己。杜保乾的继任者王振伟属于申振君的嫡系。

### 被捕及入狱
2002年6月4日，杜保乾被捕下台。同年9月，河南省渑池县人民法院对杜保乾受贿、报复陷害案作出一审宣判，以受贿罪、报复陷害罪数罪并罚，决定执行有期徒刑14年。一审宣判后，杜保乾不服，提起上诉。2003年3月26日，三门峡市中级人民法院作出终审裁定：驳回上诉，维持原判。

## 备注
1. ↑  《南风窗》文章原文[2]：“年轻的杜保乾为人机灵，升迁很快。1982年他调任许昌市某乡团委书记，第二年[1983年]入党，第三年[1984年]任副乡长，第四年[1985年]任乡长，第七年[1988年]任乡党委书记，第九年[1990年]就当上了鄢陵县副县长”。《法律与生活》相关文章原文[1]，“查处之难[……]1996年1月，38岁的杜保乾被任命为卢氏县委书记[……]持有8个身份证的县委书记[……]32岁那年，杜保乾出任河南省鄢陵县副县长。”劳习等人文章[3]:26中，任职时间提前到1980年，1988年任鄢陵县副县长。